# Белая гора (Тулвинская возвышенность)
Бе́лая гора́ — высочайшая вершина Тулвинской возвышенности. Находится в Кунгурском районе Пермского края, в восточной части возвышенности, в двух километрах северо-западнее деревни Белая Гора. Высота горы 450 м.
На горе выступают обнажения коренных пород — известняков и песчаников белебеевской свиты. Гора относится к третичной поверхности размыва.
На вершине горы расположен Белогорский Николаевский монастырь, гора посещается туристами.